# Nádas Károly
Nádas Károly (Szombathely, 1953. február 1. – Szombathely, 2010. június 26.) magyar zenész, dobos.

## Életpályája
Szülei korán felismerték zenei affinitását, ezért a szombathelyi Hámán Kató Általános Iskola zenei osztályába íratták be, ahol hegedű szakon tanult.
Középiskolás éveiben határozta el, hogy rock dobos lesz. 1970-ben belépett a frissen megalakuló szombathelyi Mokka zenekarba. Hosszú évekig zenélt együtt a klasszikus formációval, így Csorba Tiborral (Guidó), Puskás Ferenccel (Puli), Büki Imrével (Skót) és Faragó Lászlóval (Gili). Az első nagy bulikat a Mokka 1970-ben adta a KIOSZK előtt, a Jókai parkban, ahol több ezren hallgatták őket. 
Az ős-Mokka feloszlása után a Lord zenekar vezetője, Vida Ferenc megkereste, aki a Lordból kilépő Sütő István helyére keresett dobost. A zenekarban töltött évei alatt születtek az első Lord-számok. Az évente közel 100 koncert mellett 1979-től rendszeresen megyei versenyekre jártak a zenekarral. Munkájuk elismeréseként a zenekar 10. születésnapja alkalmából a szombathelyi városvezetés kitüntetésében részesült, amely az egész zenekar munkásságának szólt. Nádas Károly 1984-ben, 10 év után távozott a Lord együttesből.
Ezt követően csatlakozott a szombathelyi BB zenekarhoz (Büki György zenekarvezető), ahol három évet töltött el, majd végleg visszavonult, és abbahagyta az aktív zenélést.
Szombathelyen hunyt el 2010. június 26-án.

## Zenekarok
- Mokka (1970-1974)
- Lord (1974-1984)
- BB (1985-1987)

## Külső hivatkozások
- Gyászol a Lord család
- Rövid idő belül a harmadik szombathelyi rockzenészt búcsúztatják